# Václav Hampl
Václav Hampl (ur. 1 lipca 1962 w Pradze) – czeski fizjolog, biolog, nauczyciel akademicki i polityk, w latach 2006–2014 rektor Uniwersytetu Karola w Pradze, senator.

## Życiorys
W 1985 ukończył studia z zakresu biologii na Uniwersytecie Karola w Pradze (ze stopniem akademickim RNDr.), po czym podjął pracę na tej uczelni. W 1990 uzyskał stopień kandydata nauk w Czechosłowackiej Akademii Nauk. Od 1991 do 1996 pracował w School of Medicine na University of Minnesota. Od 1996 ponownie zawodowo związany z Instytutem Fizjologii macierzystej uczelni, w 2001 uzyskał stopień DrSc. W 1998 został profesorem nadzwyczajnym, a w 2002 profesorem zwyczajnym na wydziale medycyny. W latach 2002–2005 był przewodniczącym senatu Uniwersytetu Karola, a od 2006 do 2014 pełnił funkcję rektora tej uczelni. Od 2006 był wiceprzewodniczącym, a od 2011 do 2014 przewodniczącym czeskiej konferencji rektorów.
W latach 1998–2006 zajmował się również prowadzeniem własnej działalności gospodarczej w ramach spółki prawa handlowego. Od 2002 do 2006 zasiadał w radzie miasta Rudná.
W 2014 został wybrany do Senatu z ramienia Unii Chrześcijańskiej i Demokratycznej – Czechosłowackiej Partii Ludowej oraz Partii Zielonych, kandydując w jednym z okręgów stołecznych. W wyższej izbie czeskiego parlamentu dołączył do klubu senackiego KDU-ČSL i niezależnych.
Václav Hampl jest żonaty, ma troje dzieci.